# Nadelwitz
Nadelwitz, obersorbisch Nadźanecyⓘ, ist ein Ort in Ostsachsen und seit 1994 Ortsteil von Bautzen. Es liegt im Osten des Stadtgebietes auf 200 m ü. NN nördlich der B 6 und südöstlich der B 156. Zum Ortsteil gehören das Dorf Nadelwitz und seine historische Gemarkung sowie einige Wohnsiedlungen, größere Acker- und Waldflächen sowie das Gewerbegebiet Niederkainaer Straße. Nadelwitz hat 278 Einwohner. Laut einer im Dezember 2007 veröffentlichten Statistik der Stadt ist Nadelwitz der Stadtteil mit der im Durchschnitt ältesten Bevölkerung. Das Durchschnittsalter liegt bei 48 Jahren.

## Geografie
Der höchste Punkt des Ortsteils ist der zwischen Nadelwitz und Niederkaina gelegene Schafberg (201,6 m ü. NN). Dort befindet sich ein prähistorisches Gräberfeld, das mit über 2000 Gräbern zu den größten Fundstätten Deutschlands gehört. Durch das Ortsteilgebiet fließt der Albrechtsbach.

## Geschichte
Die Siedlung Nadelwitz wurde 1345 erstmals als Herrensitz Nadillicz erwähnt. Bis 1936 bildete sie eine eigenständige Landgemeinde, wurde dann nach Baschütz und 1979 nach Jenkwitz eingemeindet. Mit der Gemeindegebietsreform von 1994 kam Nadelwitz zu Bautzen.
Bis ins 20. Jahrhundert sprach ein Großteil der Bevölkerung Sorbisch. Arnošt Muka ermittelte für seine Statistik der Lausitzer Sorben 1884/85 eine Gesamteinwohnerzahl von 100, davon 79 Sorben und 21 Deutsche.
1926 und 1960 wurden in der Nähe von Nadelwitz archäologische Fundstücke aus der Frühbronzezeit entdeckt, das sogenannte Depot von Nadelwitz.

## Wirtschaft und Infrastruktur
Im Norden des Ortsteilgebietes befindet sich das Gewerbegebiet Bautzen-Ost. Die Weißenberger Straße ist der Standort der ehemaligen Abfalldeponie Bautzen-Nadelwitz, die seit 2004 nicht mehr für die Ablagerung genutzt wird.